# سیارک ۹۱۱۵
سیارک ۹۱۱۵ (به انگلیسی: 9115 Battisti، نامگذاری:1997DG) نه هزار و صد و پانزدهمین سیارک کشف شده‌است که در ۲۷ فوریه ۱۹۹۷ کشف شد.
قدر مطلق سیارک برابر ۱۳٫۷۰ است.